# El faro (película de 1998)
El faro (El faro del Sur en España), es una película argentina de drama de 1998, coproducción de Argentina y España, coescrita y dirigida por Eduardo Mignogna y protagonizada por Ingrid Rubio, Ricardo Darín, Norma Aleandro, Norberto Díaz, Jorge Marrale, Boy Olmi, Mariano Martínez, Paola Krum, Oscar Ferrigno, Jimena Barón, Florencia Bertotti y Ricardo Passano. La película se estrenó el 16 de abril de 1998.

## Sinopsis
Dos hermanas, Carmela (Ingrid Rubio) y Aneta ( Jimena Barón/Florencia Bertotti) perdieron a sus padres en un accidente automovilístico. Carmela queda coja con una pierna muy cicatrizada. Juntas intentan buscarse la vida y, a pesar de sus dificultades de convivencia, se tienen un gran amor y respeto mutuo. Las hermanas huérfanas van a Uruguay para quedarse con sus tías Encarna (Elcira Olivera Garcés) y Angelita (Ina Casares). Por su cuenta, Carmela empieza a trabajar como camarera y conoce a Andy (Ricardo Darín). Al regresar a Montevideo se encuentran con Dolores (Norma Aleandro), una amiga de su difunta madre. El romance de Carmela con un hombre complica su relación con su hermana. A lo largo de los años, la salud de la hermana mayor va empeorando.

## Reparto
- Ingrid Rubio como Carmela
- Ricardo Darín como Andy
- Norma Aleandro como Dolores
- Norberto Díaz como Fernando
- Jorge Marrale como Miguel
- Boy Olmi como Richard
- Mariano Martínez como Javier
- Paola Krum como Sonia
- Oscar Ferrigno como Priesto
- Jimena Barón como Aneta (Niña)
- Florencia Bertotti como Aneta (Adolescente)
- Ricardo Passano como Ignacio
- Elcira Olivera Garcés como Encarna
- Roberto Vallejos como Michi
- Mariano Bertolini como Federico
- Ina Casares como Angelita
- Mónica Lacoste como Dorita
- Florencia Carrillo como Paty
- Matias Sciutto como Julián
- Ana María Sarro como Tina
- Fernanda Nucci como Cecilia Ezcurra
- Carmen Del Pino como Bebita
- Juan Santín como Padre de Carmela y Aneta
- Ulises Di Roma como Baloncestista
- Carmen Renard como Conserje
- Carlos Gentile como Fotógrafo
- Federico Desseno como Muchacho
- Juan Ponce de León como Cantante
- René Cabello como Percusionista
- Elke Orlob como Turista 1
- Sara Bessio como Turista 2
- Gabriel Germelli como Camionero 1
- Daniel Devesa como Camionero 2
- Patricia Camponovo como Levante

## Producción
La producción de la película comenzó en octubre de 1997, en una coproducción con Artear de Argentina y Prime Films de España. El rodaje se realizó en las ciudades uruguayas de Santa Lucía, Colonia de Sacramento, el Faro de José Ignacio y en Buenos Aires, Argentina.

## Premios
- Premios Goya 1998: Mejor película extranjera de habla hispana
- Festival Internacional de Cine de Montreal (1998): Mejor actriz (Ingrid Rubio)
- Premio Cóndor de Plata (1998): Mejor director (Eduardo Mignogna)
- Premio Cóndor de Plata (1998): Mejor actriz (Ingrid Rubio)
- Premio Cóndor de Plata (1998): Mejor actor (Jorge Marrale)
- Premio Cóndor de Plata (1998): Revelación femenina (Jimena Barón)